# Teddy Lučić
Teddy Mark Šime Lučić (Gotemburgo, Suecia, 15 de abril de 1973) es un exfutbolista sueco, se desempeñaba como defensa y se retiró en 2010 jugando para el IF Elfsborg. Lučić posee pasaporte croata y finés, ya que su padre era originario de la antigua Yugoslavia y su madre es finesa.

## Selección nacional
Fue internacional con la Selección de fútbol de Suecia, jugó 86 partidos internacionales.

### Participaciones en Copas del Mundo
| Mundial                        | Sede                  | Resultado        |
| ------------------------------ | --------------------- | ---------------- |
| Copa Mundial de Fútbol de 1994 | Estados Unidos        | Tercer lugar     |
| Copa Mundial de Fútbol de 2002 | Corea del Sur y Japón | Octavos de final |
| Copa Mundial de Fútbol de 2006 | Alemania              | Octavos de final |

### Participaciones Internacionales
| Torneo        | Sede                   | Resultado    |
| ------------- | ---------------------- | ------------ |
| Eurocopa 2000 | Países Bajos y Bélgica | Primera fase |
| Eurocopa 2004 | Portugal               | 4° de final  |

## Clubes
| Club               | País       | Año         |
| ------------------ | ---------- | ----------- |
| Lundby IF          | Suecia     | 1991 - 1992 |
| Västra Frölunda IF | Suecia     | 1993 - 1995 |
| IFK Göteborg       | Suecia     | 1996 - 1998 |
| Bologna FC         | Italia     | 1998 - 2000 |
| AIK Solna          | Suecia     | 2000 - 2002 |
| Leeds United FC    | Inglaterra | 2002 - 2003 |
| Bayer Leverkusen   | Alemania   | 2003 - 2005 |
| BK Häcken          | Suecia     | 2005 - 2007 |
| IF Elfsborg        | Suecia     | 2007 - 2010 |

## Palmarés

### Campeonatos nacionales
| Título      | Club         | País   | Año  |
| ----------- | ------------ | ------ | ---- |
| Allsvenskan | IFK Göteborg | Suecia | 1996 |